# 플레야드파
플레야드파(Pléiade派)는 16세기 프랑스 문인 동아리로, 그 구성원은 피에르 드 롱사르를 필두로 조아생 뒤 벨레, 에티엔 조델, 레미 벨로, 퐁튀스 드 티야르, 장 앙투안 드 바이프, 장 도라이다. 7명의 고전 그리스 비극 작가들에서 그 이름을 따온 플레야드파는 불문학사에서 최초로 특정한 목적을 지닌 시 동아리였다. 고전 작가들과 이탈리아 르네상스 문인들, 특히 페트라르카의 영향을 받아 불어의 고급화, 문어화를 꾀했으며, 고어, 지방어, 혹은 이탈리아어/라틴어로부터의 차용어로 불어를 풍부케 하고자 했다. 또한 12세기의 운율인 알렉상드랭을 부활시켜 프랑스의 주류 운율로 만들었다.

## 개요
롱사르를 중심으로 한 16세기 프랑스의 혁신적 시파. 이 파의 목적은 종래의 비속한 민중적인 시와 절연하여 참다운 예술적 향기가 높은 프랑스 시의 창조에 있었다. 그리하여 뒤 벨레는 <프랑스어의 옹호와 현양(顯揚)>이라는 작품을 발표하여 이 의도를 굳게 하고 화려한 실천활동에 의해 이후 약 40년간 프랑스뿐 아니라 널리 유럽에 큰 영향을 주었다.
이 파의 주된 공적은 르네상스의 종교적 사색과 과학적 박식 취미 사이에 잃어져 가는 미(美)와 예술의 관념을 구제하여 문학자에게 예술가로서의 자각을 깨우쳐 그 지위를 높인 것이다. 또한 고전어의 바른 연구를 통하여 프랑스어의 내용을 풍부하게 했다. 고대시형과 청신한 이탈리아 시형의 모방에 의해 프랑스 시법을 일신한 것 등이다.
고전주의 시대에는 부당하게 경시되었으나 19세기 특히 생트뵈브의 정당한 재평가에 의하여 문학사상의 지위, 즉 근대 서정시에 크나큰 영향을 끼친 점이 인정되고 있다.